# Могадиш
Могадиш (сом. Muqdisho; арап. مقديشو‎; итал. Mogadiscio) главни је и највећи град Савезне Републике Сомалије. Град се налази у области Бенадир на обали Индијског океана.
Са колапсом централне власти 1991. Могадиш је поприште 17 година дугих сукоба између ривалских милиција. Године грађанских немира и неконтролисане побуне против етиопске окупације су претвориле Могадиш у један од најопаснијих градова у свету. Процене о броју становника варирају драстично, а крећу се од 1,5 милиона до 3 милиона.

## Географија
Могадиш је смештен на источној обали Африке, на обали Индијског океана. У залеђу града тече река Шебел која долази до 30 km од обале океана, али се у њега тамо не улива, већ тече према југозападу. На обали океана постоје бројне пешчане плаже и корални гребени.

### Клима
Клима је степска без падавина зими, али лети падне одређена количина падавина. Температуре су подједнаке током целе године (25-30 °C).
| Клима Могадиша                                                                                    | Клима Могадиша | Клима Могадиша | Клима Могадиша | Клима Могадиша | Клима Могадиша | Клима Могадиша | Клима Могадиша | Клима Могадиша | Клима Могадиша | Клима Могадиша | Клима Могадиша | Клима Могадиша | Клима Могадиша |
| Показатељ \ Месец                                                                                 | .Јан.          | .Феб.          | .Мар.          | .Апр.          | .Мај.          | .Јун.          | .Јул.          | .Авг.          | .Сеп.          | .Окт.          | .Нов.          | .Дец.          | .Год.          |
| ------------------------------------------------------------------------------------------------- | -------------- | -------------- | -------------- | -------------- | -------------- | -------------- | -------------- | -------------- | -------------- | -------------- | -------------- | -------------- | -------------- |
| Апсолутни максимум, °C (°F)                                                                       | 39,5 (103,1)   | 39,5 (103,1)   | 37,3 (99,1)    | 39,8 (103,6)   | 34,9 (94,8)    | 33,0 (91,4)    | 34,3 (93,7)    | 36,0 (96,8)    | 36,0 (96,8)    | 37,0 (98,6)    | 39,0 (102,2)   | 37,3 (99,1)    | 39,8 (103,6)   |
| Максимум, °C (°F)                                                                                 | 30,2 (86,4)    | 30,2 (86,4)    | 30,9 (87,6)    | 32,2 (90)      | 31,2 (88,2)    | 29,6 (85,3)    | 28,6 (83,5)    | 28,6 (83,5)    | 29,4 (84,9)    | 30,2 (86,4)    | 30,6 (87,1)    | 30,8 (87,4)    | 30,2 (86,4)    |
| Просек, °C (°F)                                                                                   | 26,6 (79,9)    | 26,9 (80,4)    | 28,0 (82,4)    | 28,9 (84)      | 28,2 (82,8)    | 26,7 (80,1)    | 25,4 (77,7)    | 25,9 (78,6)    | 26,5 (79,7)    | 27,3 (81,1)    | 27,5 (81,5)    | 26,9 (80,4)    | 27,1 (80,8)    |
| Минимум, °C (°F)                                                                                  | 23,0 (73,4)    | 23,4 (74,1)    | 24,9 (76,8)    | 25,6 (78,1)    | 24,9 (76,8)    | 23,7 (74,7)    | 23,1 (73,6)    | 23,0 (73,4)    | 23,4 (74,1)    | 24,3 (75,7)    | 24,2 (75,6)    | 23,5 (74,3)    | 23,9 (75)      |
| Апсолутни минимум, °C (°F)                                                                        | 19,0 (66,2)    | 19,2 (66,6)    | 19,4 (66,9)    | 18,0 (64,4)    | 18,4 (65,1)    | 18,0 (64,4)    | 16,8 (62,2)    | 18,0 (64,4)    | 18,0 (64,4)    | 17,5 (63,5)    | 16,2 (61,2)    | 16,5 (61,7)    | 16,2 (61,2)    |
| Количина падавина, mm (in)                                                                        | 0 (0)          | 0 (0)          | 8 (0,31)       | 61 (2,4)       | 61 (2,4)       | 82 (3,23)      | 64 (2,52)      | 44 (1,73)      | 25 (0,98)      | 32 (1,26)      | 43 (1,69)      | 9 (0,35)       | 428 (16,85)    |
| Дани са падавинама (≥ 0.1 mm)                                                                     | 0,3            | 0,1            | 0,6            | 4,8            | 6,7            | 12,7           | 13,3           | 10,2           | 4,9            | 3,9            | 4,1            | 1,5            | 63,0           |
| Релативна влажност, %                                                                             | 78             | 78             | 77             | 77             | 80             | 80             | 81             | 81             | 81             | 80             | 79             | 79             | 79             |
| Сунчани сати — месечни просек                                                                     | 266,6          | 251,4          | 282,1          | 261,0          | 272,8          | 219,0          | 226,3          | 254,2          | 264,0          | 266,6          | 261,0          | 257,3          | 3.082,3        |
| Сунчани сати — дневни просек                                                                      | 8,6            | 8,9            | 9,1            | 8,7            | 8,8            | 7,3            | 7,3            | 8,2            | 8,8            | 8,6            | 8,7            | 8,3            | 8,4            |
| Сунчано време — месечни проценти                                                                  | 72             | 74             | 73             | 71             | 72             | 59             | 59             | 67             | 72             | 72             | 72             | 70             | 69             |
| Извор #1: Deutscher Wetterdienst                                                                  |                |                |                |                |                |                |                |                |                |                |                |                |                |
| Извор #2: Food and Agriculture Organization: Somalia Water and Land Management (percent sunshine) |                |                |                |                |                |                |                |                |                |                |                |                |                |

## Историја
Могадиш је настао око 900. године као арапска трговачка станица. Током средњег века је био најважнија трговачка станица Рога Африке. У њега су долазили трговци из јужне и источне Азије (познат је посета кинеског поморца Женг Сеа 1430. године). Град су посетили и Португалци. Године 1269. је саграђена позната џамија Факр ад-Дин.
Могадиш је све до 19. века био самосталан град којим су владали султани (Султанат Јакуб). Године 1871. је град заузео султан из Занзибара и саградио палату Гареса за локалну администрацију. Занзибарски султан је продао Могадиш Италијанима који су га организовали као главни град колоније Италијанска Сомалија. Током италијанске власти Могадиш се развио као модеран трговачки центар и у њему је живјело око 10.000 Италијана. Током Другог светског рата су Могадиш окупирали Британци, а након рата власт су предали Уједињеним нацијама који су ју вратили Италији.
Године 1960, је Сомалија стекла независност и Могадиш је постао њен главни град. До 1991. је чврстом руком владао диктатор Мохамед Сијад Баре. Након његовог свргавања Сомалија је утонула у хаос и државу су расцепкали бројне ратне вође који међусобно ратују. Многе борбе се воде и за Могадиш где често разне ратне вође контролишу различите дијелове града. Године 1992. САД извеле војну интервенцију под окриљем УН-а с циљем успоставе мира, али су се брзо морале повући, а Сомалија је утонула у још већи хаос. Године 2006. су градом завладали исламисти који су донели мир, али су подржавали светске терористичке вође, па су западне силе помогле етиопску војску која је почетком 2007. заузела Могадиш и протерала исламисте. У граду је успостављена привремена сомалска влада коју подржава Запад.

## Становништво
| 2015.     |
| --------- |
| 2.120.000 |

## Партнерски градови
- Истанбул
- Алмати
- Анкара

## Знаменитости
Могадиш је задњих 20 година прилично настрадао у ратовима и није сигуран за туристички посете, па има мало знаменитости. Занимљиви су остаци старог града са средњовјековном тврђавом. У граду постоје бројне џамије од којих су неке у новије вријеме обновљене донацијама из арапских држава. Занимљива је велика отворена пијаца Бакара око које постоје модерни привредни центри.